# 939 (numero)
Novecentotrentanove (939) è il numero naturale dopo il 938 e prima del 940.

## Proprietà matematiche
- È un numero dispari.
- È un numero composto con 4 divisori: 1, 3, 313, 939. Poiché la somma dei suoi divisori (escluso il numero stesso) è 317 < 939, è un numero difettivo.
- È un numero semiprimo.
- È un numero nontotiente in quanto dispari e diverso da 1.
- È un numero palindromo nel sistema numerico decimale e nel sistema posizionale a base 4 (32223). Nel sistema decimale è altresì un numero ondulante.
- È un numero odioso.
- È un numero intero privo di quadrati.
- È parte delle terne pitagoriche  (75, 936, 939), (939, 1252, 1565), (939, 48980, 48989), (939, 146952, 146955), (939, 440861, 440861).

## Astronomia
- 939 Isberga è un asteroide della fascia principale del sistema solare.
- NGC 939 è un galassia ellittica della costellazione di Eridano.

## Astronautica
- Cosmos 939 è un satellite artificiale russo.